# Lancia Thema (1984)
Pour les articles homonymes, voir Lancia Thema (homonymie).

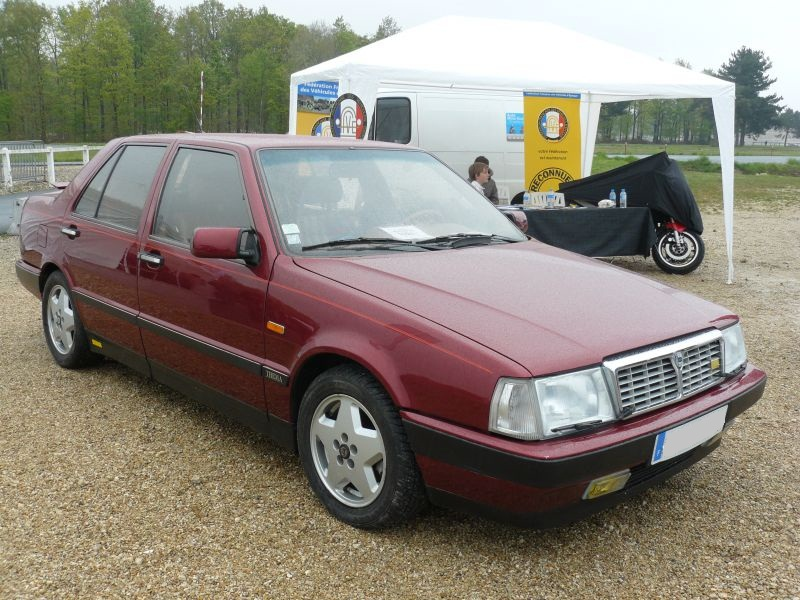
Lancia Thema 8.32 Serie 1.

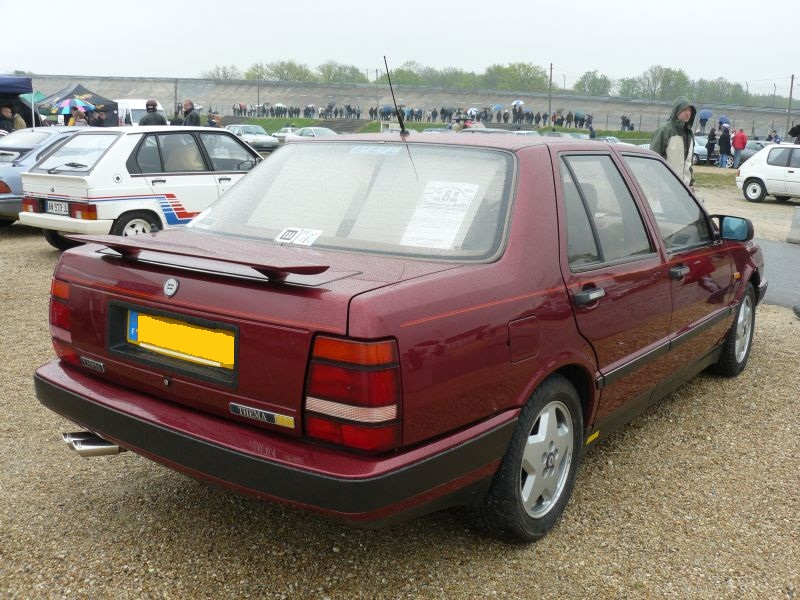
Lancia Thema 8.32 Serie 1.

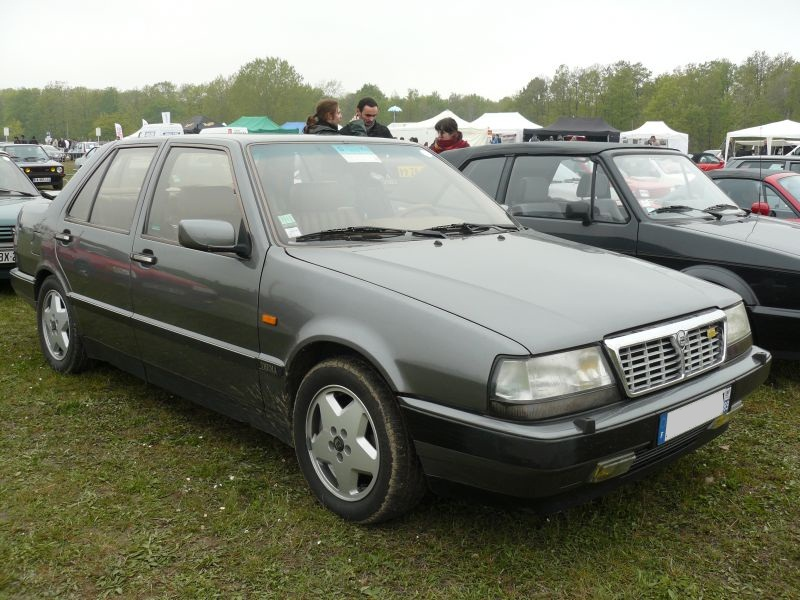
Lancia Thema 8.32 Serie 2.

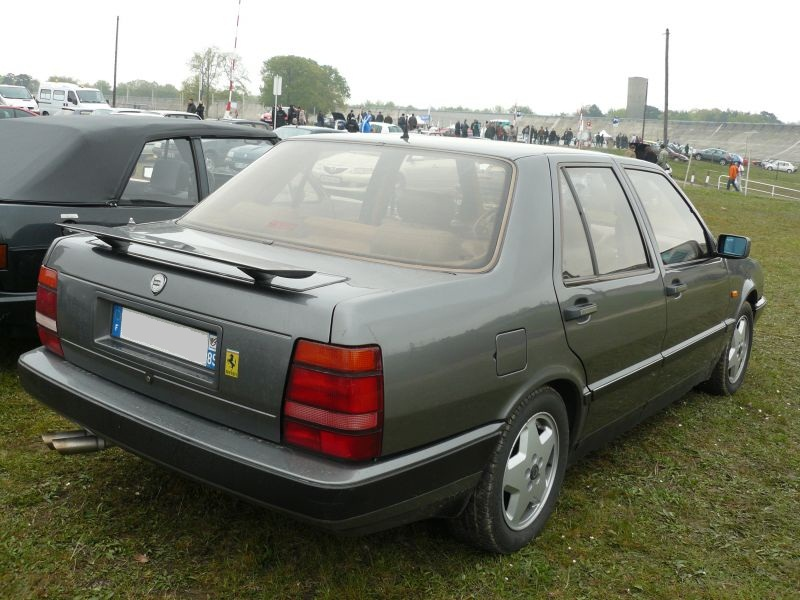
Lancia Thema 8.32 Serie 2.

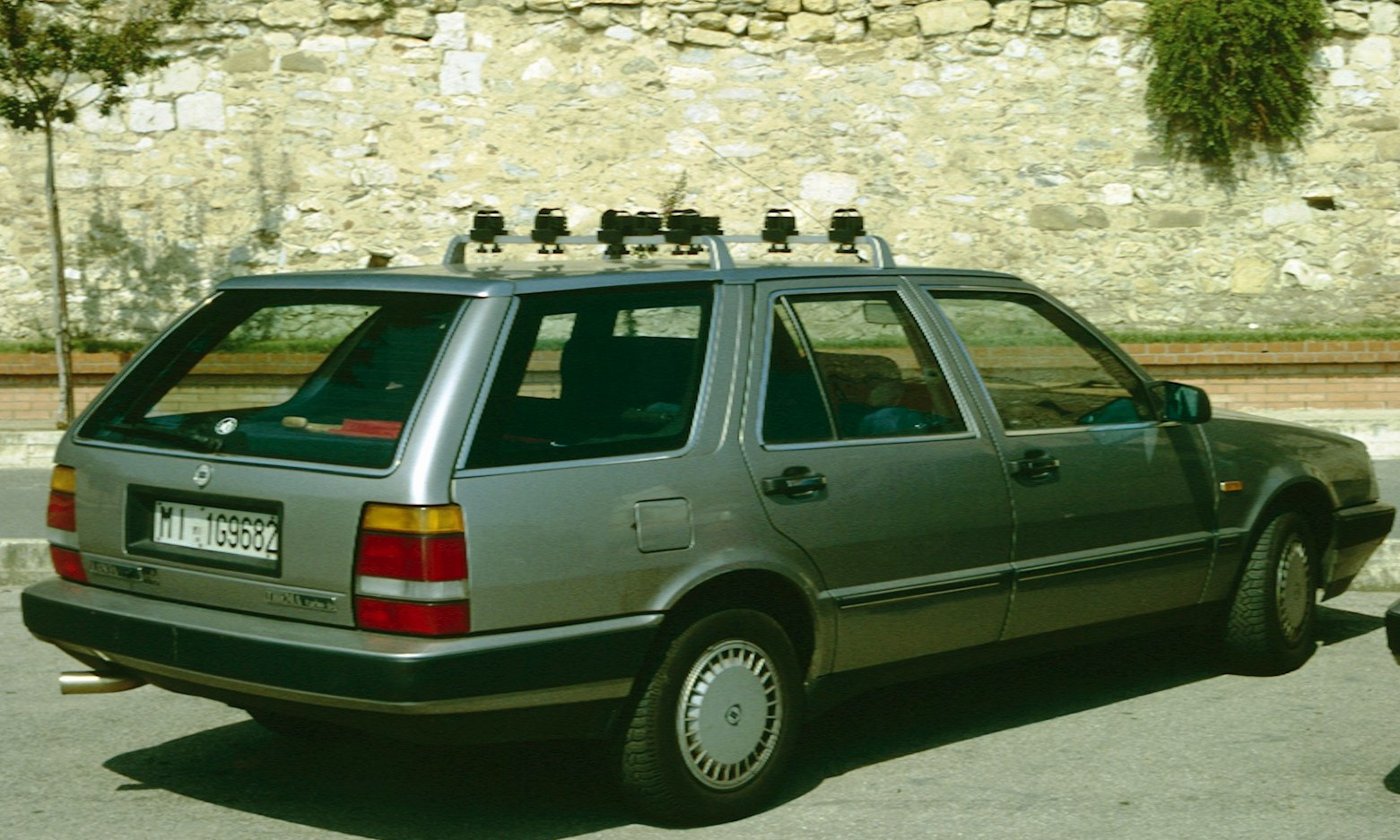
Lancia Thema Break.

La Lancia Thema est une voiture de classe supérieure, grande routière, fabriquée par le constructeur italien Lancia à partir de 1984. Elle a remporté un grand succès jusqu'à son remplacement en 1994 par la Lancia Kappa.

## Histoire
Lors du Salon International de l'Automobile de Turin en novembre 1984 (le premier organisé dans l'ancienne usine Fiat du Lingotto) Lancia, qui restait sur l'échec de sa grande Gamma, présente la Thema. C'est une berline de grande dimension au style classique, mais moderne et élégant, qui doit ses lignes au carrossier italien Giorgetto Giugiaro.
La formule retenue pour cette grande berline fut une carrosserie classique à 3 volumes, avec un parfait équilibre entre les 3 parties. L'avant et l'arrière étaient de dimensions assez imposantes, comme il se doit dans une voiture de ce gabarit, mais avec une coupe sportive et jeune. L'habitabilité, le confort et les finitions étaient de haut niveau.
La Lancia Thema était issue de la coopération entre les constructeurs Fiat, Lancia, Saab et Alfa Romeo. Le projet Tipo 4 a donné naissance en effet aux modèles suivants dans l'ordre chronologique de leur commercialisation : Lancia Thema, Fiat Croma, Saab 9000 et plus tard l'Alfa Romeo 164. Toutes ces voitures, étudiées dans les bureaux d'études italiens de Fiat, ont toutes plus ou moins d'éléments communs. Seule l'Alfa Romeo a habillé sa voiture d'une carrosserie totalement distincte de celle des autres. L'ensemble habitacle, pare-brise et portières de la Saab est identique à celui de la Lancia et de la Fiat.
La Thema est à l'époque dotée d'un bon Cx pour la catégorie (de 0,32). Les finitions intérieures étaient digne des voitures de luxe : sièges recouverts de velours et d'Alcantara, et en option le cuir Poltrona Frau. Les sièges avant et arrière pouvaient être réglables et chauffants, téléphone GSM, suspensions intelligentes et deux installations de climatisation automatiques. 
La Lancia Thema reçut un bon accueil du public. Ce fut, en Italie, la voiture des ministères et des chefs d'entreprise pendant plus d'une décennie. Sa version turbodiesel fut à sa sortie la voiture diesel la plus rapide du monde.
La gamme de moteurs de la première série comprenait :
- 2.0 i.e. 8v de 120 ch, dérivé du 1,6 litre en allongeant à 90 mm la course du légendaire moteur deux arbres à cames en tête de l'ing. Lampredi (ex motoriste de Ferrari qui réalisa le premier moteur Fiat à arbres à cames en tête)
- Le même 2.0 - 1 995 cm3 - suralimenté par un turbocompresseur Garrett T3 et un overboost développant 165 ch.
- un 6 cylindres PRV de 2 850 cm3 de 150 ch, qui équipait la Thema 6V : il est paradoxal de retrouver un moteur français dans une Lancia qui avait pourtant à sa disposition la banque d'organes Fiat. Mais en lisant le paragraphe suivant sur le diesel Fiat, on comprendra que l'achat par Renault et Peugeot du diesel Fiat 2,5 litres donna lieu à contrepartie. Vu le nombre ridicule de modèles V6 fabriqués par Lancia, ce geste est à retenir comme résultant d'un... « chantage ». 4.912 exemplaires furent fabriqués, équipés de ce moteur entre 1984 et 1991.
- un 2.4 turbodiesel SOFIM, de 100 ch, de conception alors totalement nouvelle et que l'on retrouvera sur la Fiat Croma.

En 1986 Lancia présenta la Thema Station Wagon, break de luxe disponible uniquement en version Turbo I.E., dessiné et construit dans les ateliers de Pininfarina de Borgo San Paolo, destinés aux petites séries. 
En 1986 une version inattendue est présentée : la Thema 8.32, dénomination faisant allusion au nombre de cylindres (8) et de soupapes (32) qui équipaient le puissant moteur de 215 ch. Celui-ci dérivait directement de celui de la Ferrari 308. Dotée d'une finition des plus luxueuses, planche de bord en ronce de noyer, sièges revêtus de cuir Poltrona Frau ou d'alcantara. Les mains des clients ne pouvaient être en contact qu'avec des matériaux d'excellente qualité. Elle disposait entre autres d'appuie-tête arrière à effacement complet lors des manœuvres en marche arrière, qui ne se relevaient que si les capteurs des sièges détectaient la présence d'occupants de plus de 20 kg ; de suspensions électroniques à réglage automatique et à sélection manuelle au tableau de bord ; ou encore d'un aileron caché dans le coffre arrière, qui pouvait se rétracter suivant le bon vouloir du pilote... Au total, 5 000 exemplaires de celle qu'on appelait la Lancia Ferrari seront construits, 1re et 2e séries confondues.

### La Thema seconde série
La Thema 2e série est dévoilée au Salon de Paris 1988 et sera construite jusqu'en 1992. C'est la plus recherchée par la clientèle de cette grande berline.
La finition intérieure est entièrement revue et encore affinée, mais la ligne change peu, excepté les optiques avant et arrière.
Avec cette seconde série, de nouveaux moteurs à 16 soupapes apparaissent :
- 2.0 i.e. 16V de 155 ch, avec une accélération de 0 à 100 en 9,2 secondes.
- 2.0 Turbo 16V de 185 ch, repris ensuite dans la Lancia Delta Integrale et une accélération de 0 à 100 en à peine 7 secondes.
- 2.8 6 cylindres 12 soupapes 147 ch avec une modification du système d'alimentation.
- 3.0 V8 32V Cat 205 ch,
- 2.5 Turbo diesel de 118 ch.

Le 2.0 i.e. d'entrée de gamme reste en revanche le 1 995 cm3 et 117 ch.

### Troisième série

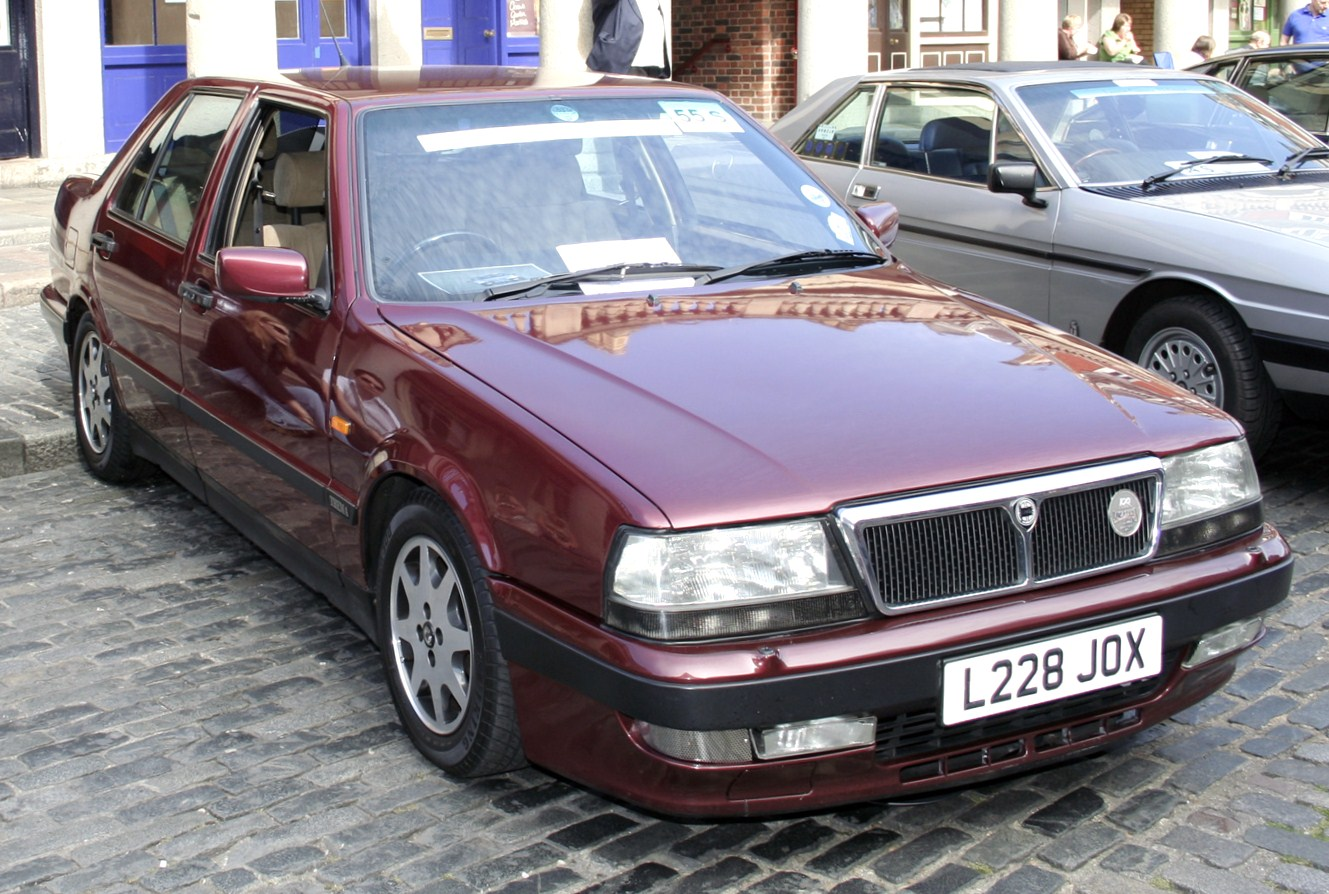
Lancia Thema 1992.

C'est au Salon de l'Auto de Paris 1992 qu'apparut la Thema 3e série, dernière version de la grande berline Lancia qui malgré ses 8 ans, gardait une clientèle fidèle.
Les modifications liées à cette version ne furent pas qu'esthétiques mais plus substantielles. De nouveaux pare-chocs permettent d'amortir les chocs jusqu'à 8 km/h, Les chromes brillants sont remplacés par des profilés bruns, les vitres sont de type Solextra et les suspensions ont un nouveau réglage encore plus confortable. Les moteurs sont conformes aux nouvelles normes anti-pollution (91/441 - Euro1). Le moteur 2.0l 8V d'entrée de gamme reste au catalogue en l'état, mais le 2.0 16V est porté à 152 ch avec un couple de 18,1 mkg grâce au système breveté V.I.S. - conduits d'aspiration de longueur variable. Le 2.0 Turbo 16v passe à 205 ch et le couple à 30,4 mkg avec une accélération de 0 à 100 km/h en seulement 7,2 secondes. Le fameux V6 Alfa Romeo de 3 litres à 12 soupapes de 175 ch et 25 mkg de couple remplace le gourmand 2.8 PRV. Le 2.5 Turbodiesel voit sa puissance à peine modifiée (116 ch) mais devient plus sobre, équipé d'un catalyseur et d'une vanne EGR.
Il y a quatre finitions : Base, LE (line executive), LS (line style) et LX. Les Thema Turbo 16v et 3.0 V6 sont disponibles à partir du niveau LS et sont les seules à pouvoir disposer de la finition LX, qui est la version la plus luxueuse de tout le groupe Fiat et devient de fait l'héritière de la Thema 8.32 – dont la fabrication a été arrêtée en raison de l'impossibilité de rendre son moteur conforme aux nouvelles normes Euro 2.
Cette série restera en fabrication jusqu'en fin décembre 1994 et sera remplacée, après une longue gestation, par la Lancia K. Signe de son excellente réputation, les concessionnaires Lancia n'eurent pas de Thema invendues dans leurs stocks et se lamentèrent plutôt de l'arrêt trop rapide du modèle, qui, après dix ans de passés sur le marché, gardait un capital de confiance intact. Au total, en France, la Thema s'est écoulée à près de 21.000 exemplaires entre 1984 et 1994, un résultat plus qu'honorable.

## Lancia Thema 8.32 - La Thema Ferrari

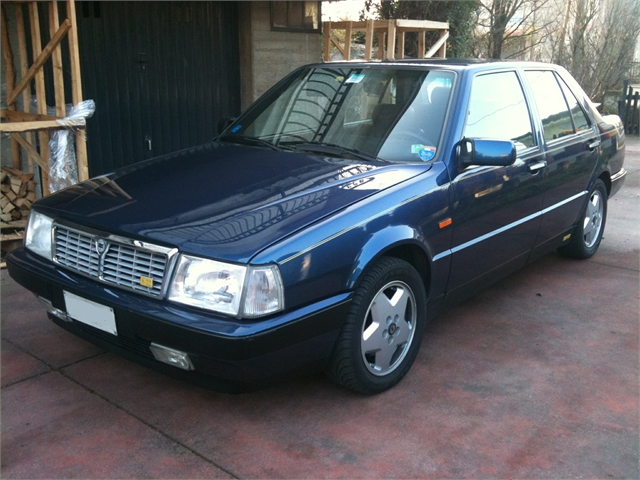
Lancia Thema 8.32 première série.

C'est en mai 1986 que Lancia présente la version 8.32, plus connue sous le nom de "Lancia Thema Ferrari". L'appellation "8.32" indiquait le nombre de cylindres du moteur, 8, et le nombre de soupapes 32. Le moteur d'origine Ferrari, développait 215 ch sur ce modèle. Il avait été utilisé sur la Ferrari Mondial Quattrovalvole, qui lui permit d'être l'automobile de série à traction avant la plus puissante du monde. Le moteur a dû subir de nombreuses modifications pour rentrer dans le compartiment moteur de la Lancia Thema.

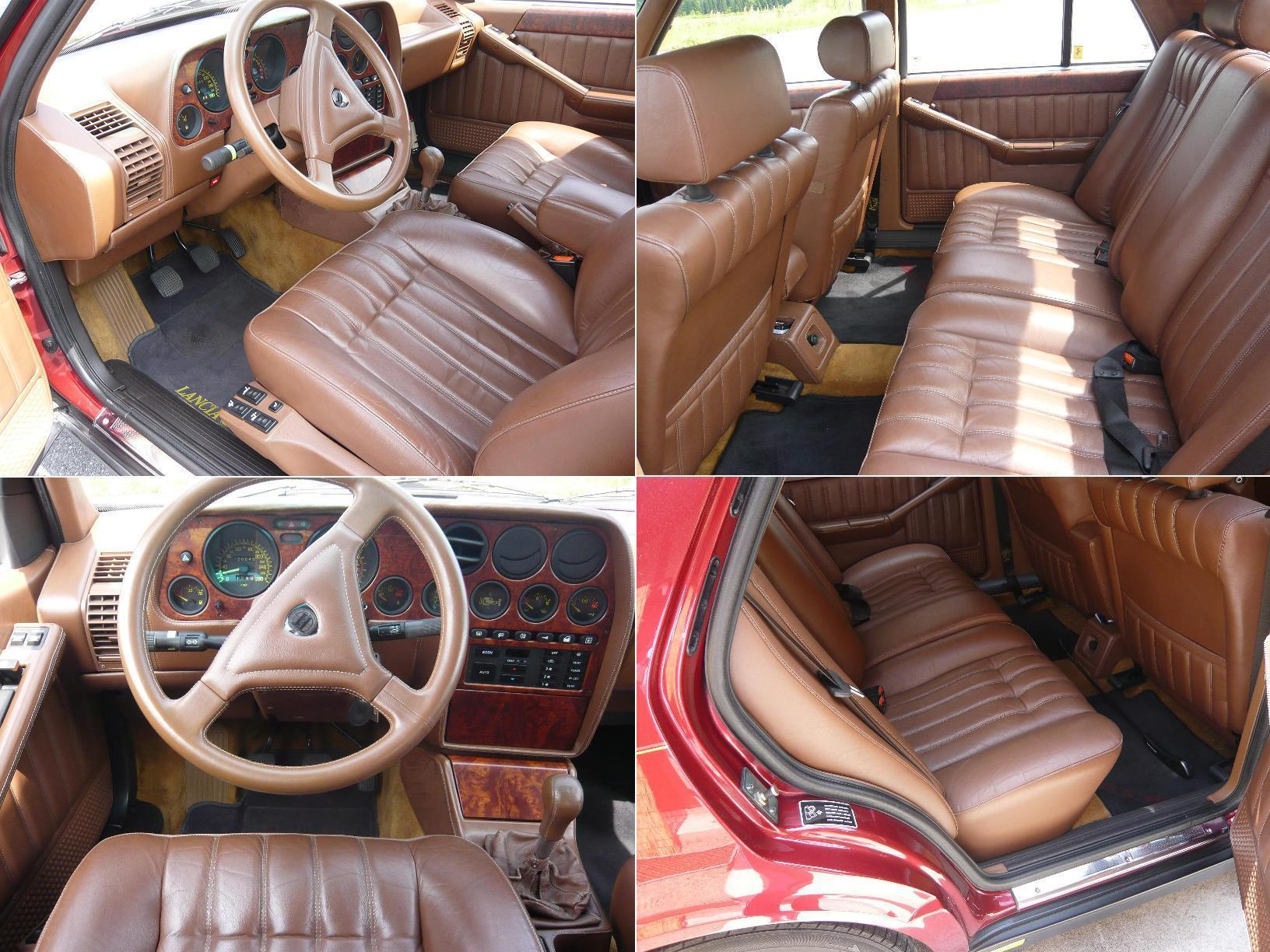
Habitacle d'une Lancia Thema 8.32 by Poltrona Frau

La Lancia 8.32 proposait des finitions de très haut niveau pour l'époque, de nombreux inserts en véritable ronce de noyer, un habitacle intégralement revêtu de cuir Poltrona Frau ou d'Alcantara. La voiture disposait, entre autres, de fonctionnalités jamais vues, comme les appuie-tête arrière à effacement complet lors des manœuvres en marche arrière, qui ne se relevaient que si les capteurs des sièges détectaient la présence d'occupants de plus de 20 kg, les suspensions électroniques à réglage automatique et à sélection manuelle au tableau de bord, ou l'aileron caché dans le coffre arrière, commandé par le conducteur avec le levier des essuie-glaces. 
Ce sont 3.520 exemplaires de la Thema 8.32 qui seront fabriqués dont  2370 de la première série et 1150 de la seconde. 64 exemplaires ont été produits dans une série spéciale numérotée, 32 pour la première série et autant pour la seconde, arborant une peinture spéciale Rosso Ferrari.

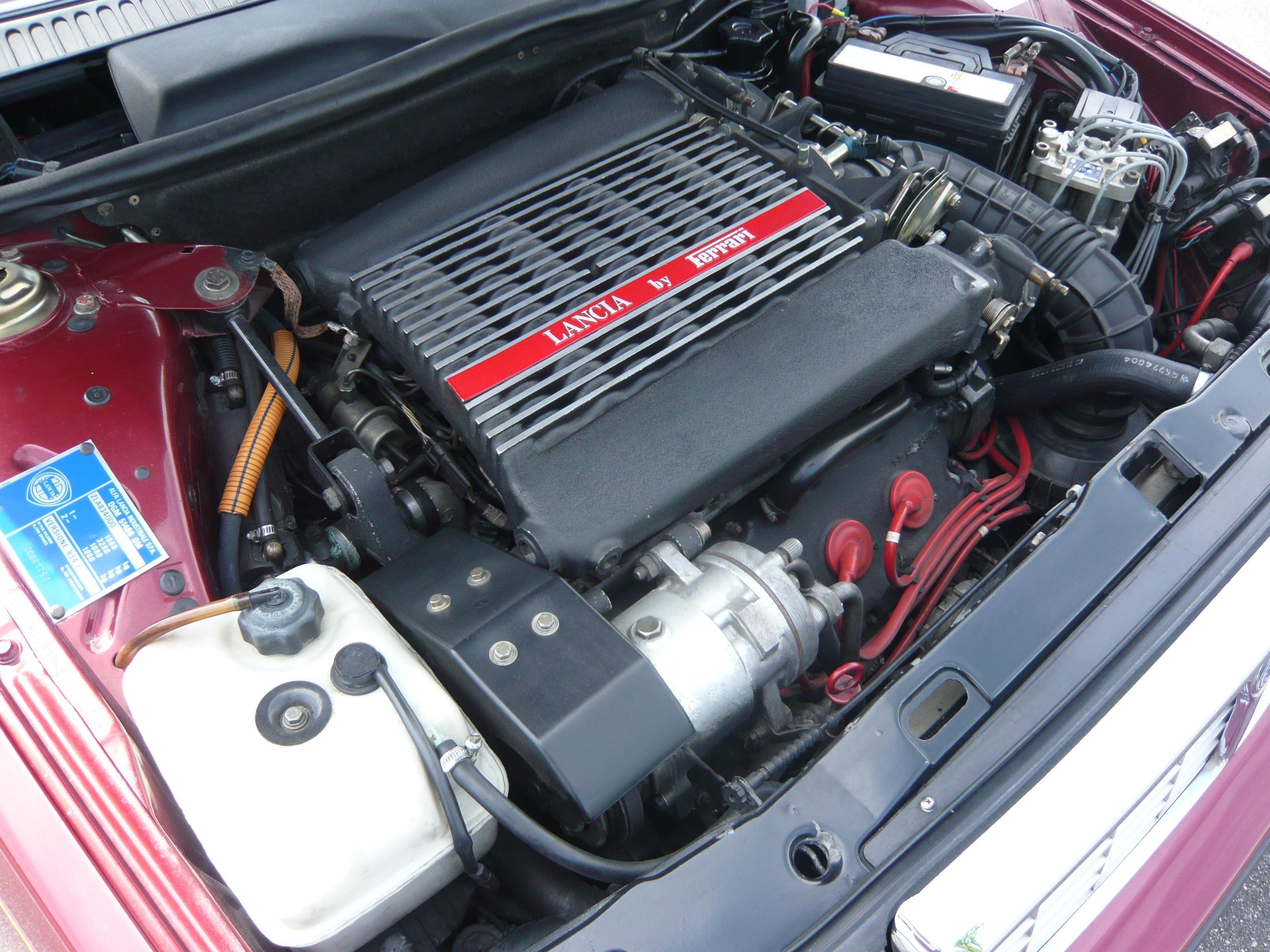
Le compartiment moteur de la Lancia Thema 8.32 by Ferrari

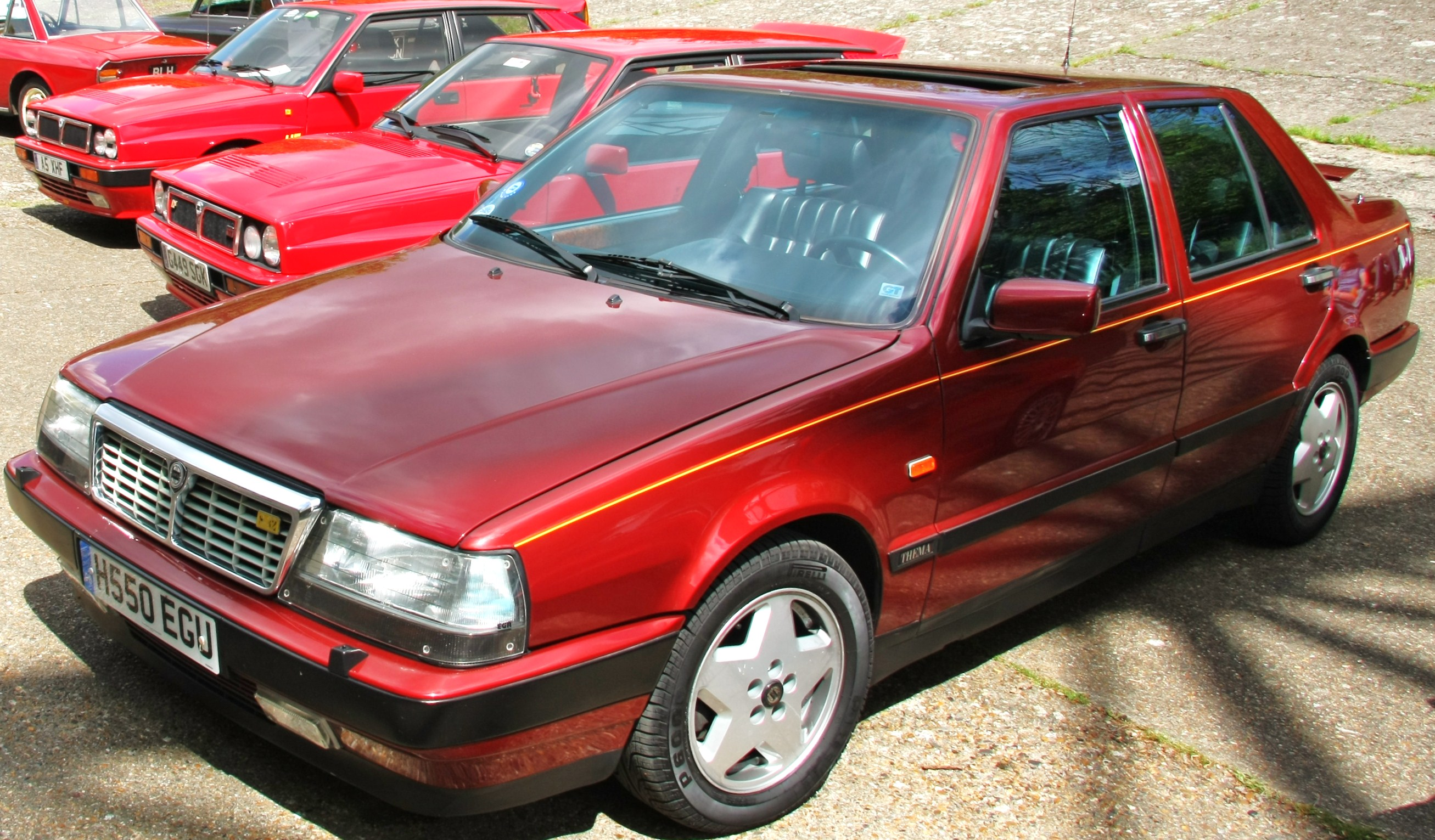
Una Thema 8.32 seconde série

Un exemplaire spécial fut fabriqué avec une carrosserie version Station Wagon destiné à Gianni Agnelli, patron de l'empire Fiat, avec une peinture "argent Nürburgring" et l'intérieur revêtu de cuir bleu. Comme cela était devenu d'usage, les caractéristiques mécaniques n'ont pas été dévoilées mais les prestations de la voiture étaient très supérieures aux modèles de série. 
Les différences principales entre les deux séries concernent, comme les modèles de base, à l'extérieur essentiellement les phares et la calandre ainsi que les feux arrière.
Ce modèle a hissé Lancia au niveau des meilleures concurrentes allemandes qu'étaient les BMW M5 et Mercedes-Benz 500E et 190 E 2.3 16V.

## Les modèles Lancia Thema
1re série : 1984 - 1988
- 2.0 i.e. (120 ch)
- 2.0 i.e. turbo (165 ch)
- 2.8 V6 (150 ch)
- 2.5 turbodiesel (100 ch)

2e série : 1988 - 1992
- 2.0 i.e. (117 ch)
- 2.0 i.e. 16v (147 ch)
- 2.0 i.e. turbo 16v (185 ch)
- 2.8 V6 (150 ch)
- 2.5 turbodiesel (118 ch)

3e série : 1992 - 1994
- 2.0 i.e. 8v
- 2.0 i.e. 16v (152 ch)
- 2.0 i.e. turbo 16v (205 ch)
- 3.0 V6 (175 ch)
- 2.5 turbodiesel (118 ch)

Thema 8.32: 1986 - 1991
- 3.0 V8 32v (215 ch)
- 3.0 V8 32v (205 ch) catalysé

Au total ce seront 357 572 Lancia Thema qui seront construites dans les usines du groupe Fiat Auto.

## Moteurs
A l'exception du moteur Ferrari qui équipait la "8.32", les moteurs utilisés sur la Lancia Thema sont issus de la série de moteurs Fiat conçus par Aurelio Lampredi, célèbre concepteur de moteurs Ferrari et Alfa Romeo. Le moteur 4 cylindres en ligne de 2 litres, disponible en version atmosphérique ou turbocompressée, a été particulièrement travaillé pour offrir les meilleures performances. Une version "confidentielle" et surtout connue en France a été proposée avec un moteur PRV V6 de 2,8 L, développé par Peugeot, Renault et Volvo. Cette unité a été avantageusement remplacée en 1992 par un moteur Alfa Romeo V6 de 3,0 L souvent appelé "Busso" en hommage à son créateur Giuseppe Busso. 
Nota : Fiat avait acheté le groupe Alfa Romeo en 1986.
| Type                  | Cylindrée cm3 | Puissance ch DIN / kW à tr/min | Couple N m à tr/min | Vitesse maxi km/h | Vitesse maxi km/h | 0–100 km/h secondes | Années disponibles |
| Type                  | Cylindrée cm3 | Puissance ch DIN / kW à tr/min | Couple N m à tr/min | Berline           | S.W.              | 0–100 km/h secondes | Années disponibles |
| --------------------- | ------------- | ------------------------------ | ------------------- | ----------------- | ----------------- | ------------------- | ------------------ |
| Fiat 2.0 8V           | 1995          | 120 / 88 à 5.250               | 170 à 3.300         | 195               | -                 | 9,7                 | 1985–1989          |
| Fiat 2.0 8V Cat       | 1995          | 116 / 85 à 5.600               | 162 à 4.000         | 191               | -                 | 10,4                | 1987–1989          |
| Fiat 2.0 8V Cat       | 1995          | 116 / 85 à 5.600               | 162 à 4.000         | 195               | -                 | 11,4                | 1989–1995          |
| Fiat 2.0 16V Cat      | 1995          | 146 / 107 à 6.000              | 173 à 4.000         | 202               | -                 | 10,4                | 1989–1992          |
| Fiat 2.0 16V Cat      | 1995          | 155 / 114 à 6.500              | 181 à 3.500         | 205               | -                 | 10,1                | 1992–1995          |
| Fiat 2.0 Turbo 8V     | 1995          | 166 / 121 à 5.500              | 290 à 2.500         | 218               | 210               | 7,2                 | 1985–1988          |
| Fiat 2.0 Turbo 8V     | 1995          | 150 / 110 à 5.500              | 245 à 2.700         | 210               | -                 | 7,9                 | 1988–1989          |
| Fiat 2.0 Turbo 16V    | 1995          | 180 / 132 à 5.500              | 270 à 2.500         | 222               | -                 | 8,0                 | 1989–1992          |
| Fiat 2.0 Turbo 16V    | 1995          | 205 / 151 à 5.750              | 304 à 3.750         | 230               | -                 | 7,2                 | 1992–1995          |
| PRV 2.8 V6 12V        | 2849          | 150 / 110 à 5.250              | 245 à 2.700         | 208               | -                 | 8,2                 | 1985–1989          |
| PRV 2.8 V6 12V        | 2849          | 150 / 110 à 5.000              | 225 à 3.500         | 205               | -                 | 8,4                 | 1989–1992          |
| Alfa Romeo 3.0 V6 12V | 2959          | 175 / 129 à 5.500              | 250 à 4.500         | 220               | -                 | 8,1                 | 1992–1995          |
| Ferrari 3.0 V8 32V    | 2927          | 215 / 158 à 6.750              | 285 à 4.500         | 240               | -                 | 6,8                 | 1987–1989          |
| Ferrari 3.0 V8 32V    | 2927          | 205 / 151 à 6.750              | 263 à 5.000         | 235               | -                 | 7,2                 | 1989–1992          |
| Fiat 2.4 TD           | 2445          | 100 / 74 à 4.100               | 217 à 2.300         | 185               | 180               | 11,9                | 1985–1989          |
| Fiat 2.5 TD           | 2499          | 118 / 87 à 3.900               | 245 à 2.200         | 195               | -                 | 11,0                | 1989–1992          |
| Fiat 2.5 TD           | 2499          | 118 / 87 à 4.100               | 245 à 2.400         | 195               | -                 | 11,5                | 1992–1995          |